# ČD 363 sorozat

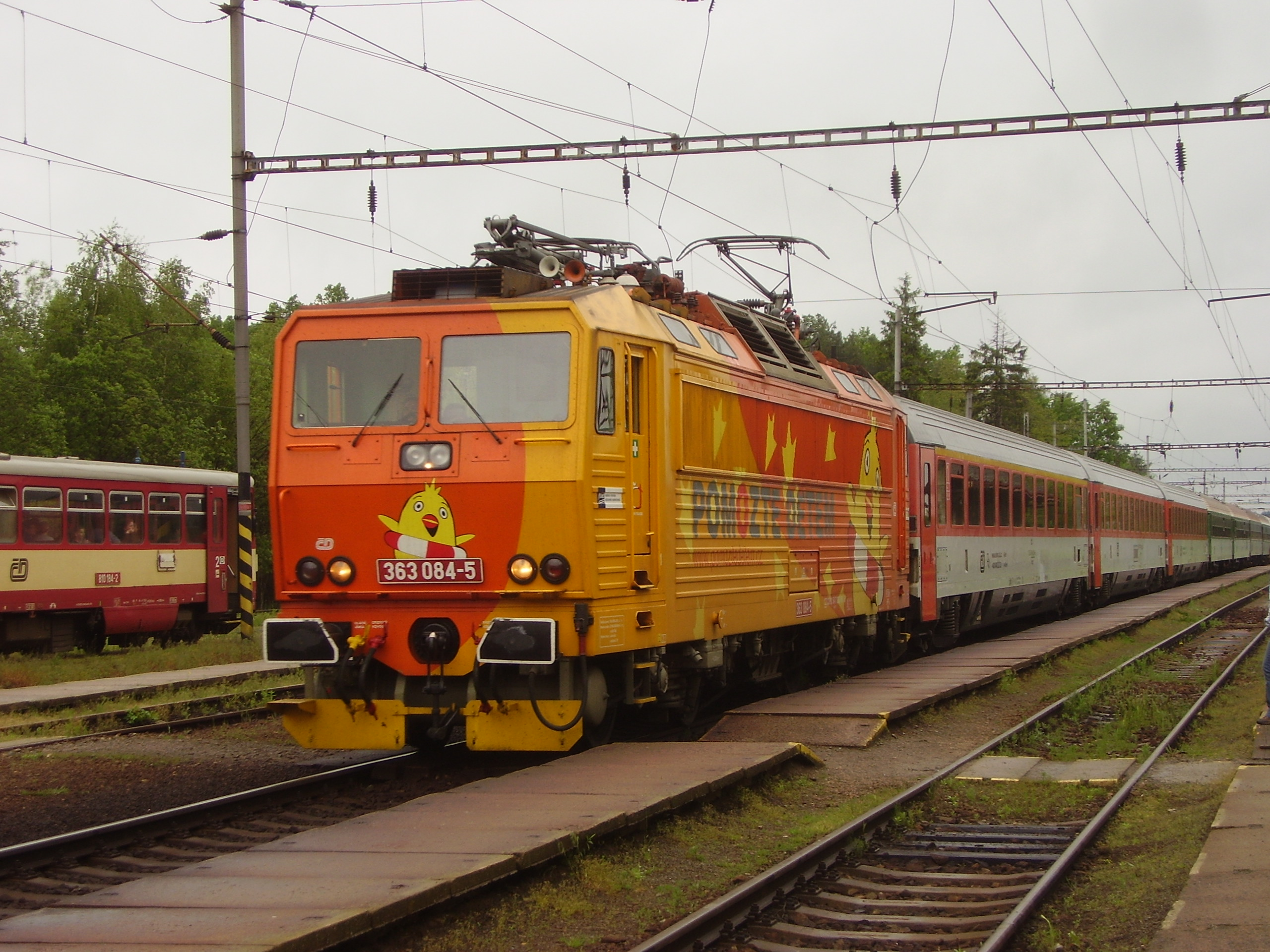
ČD 363.084 Olbramovice-ben

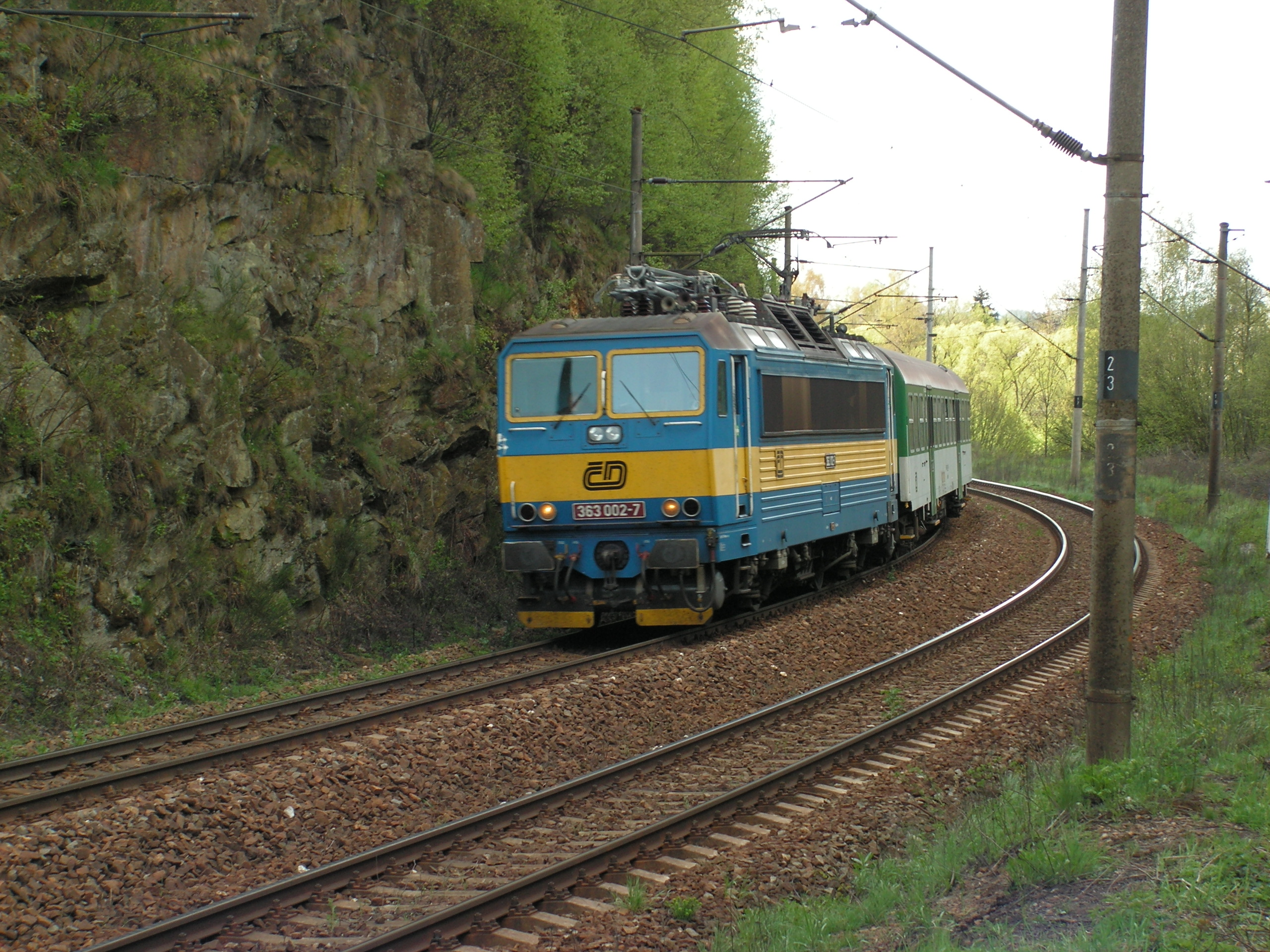
ČD 363.002 Světlá nad Sázavou mellett

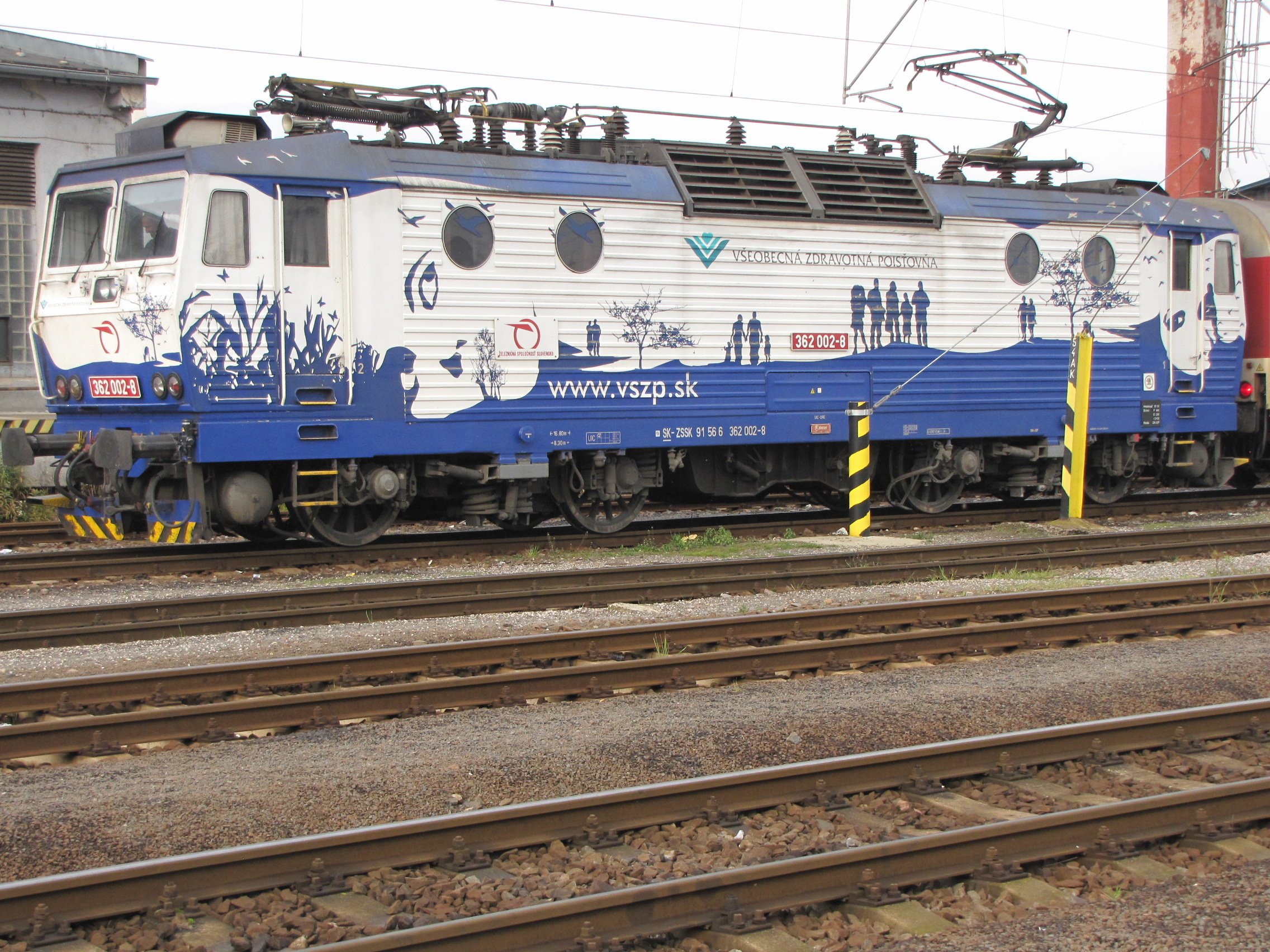
ZSSK 362.002 Zólyom állomáson

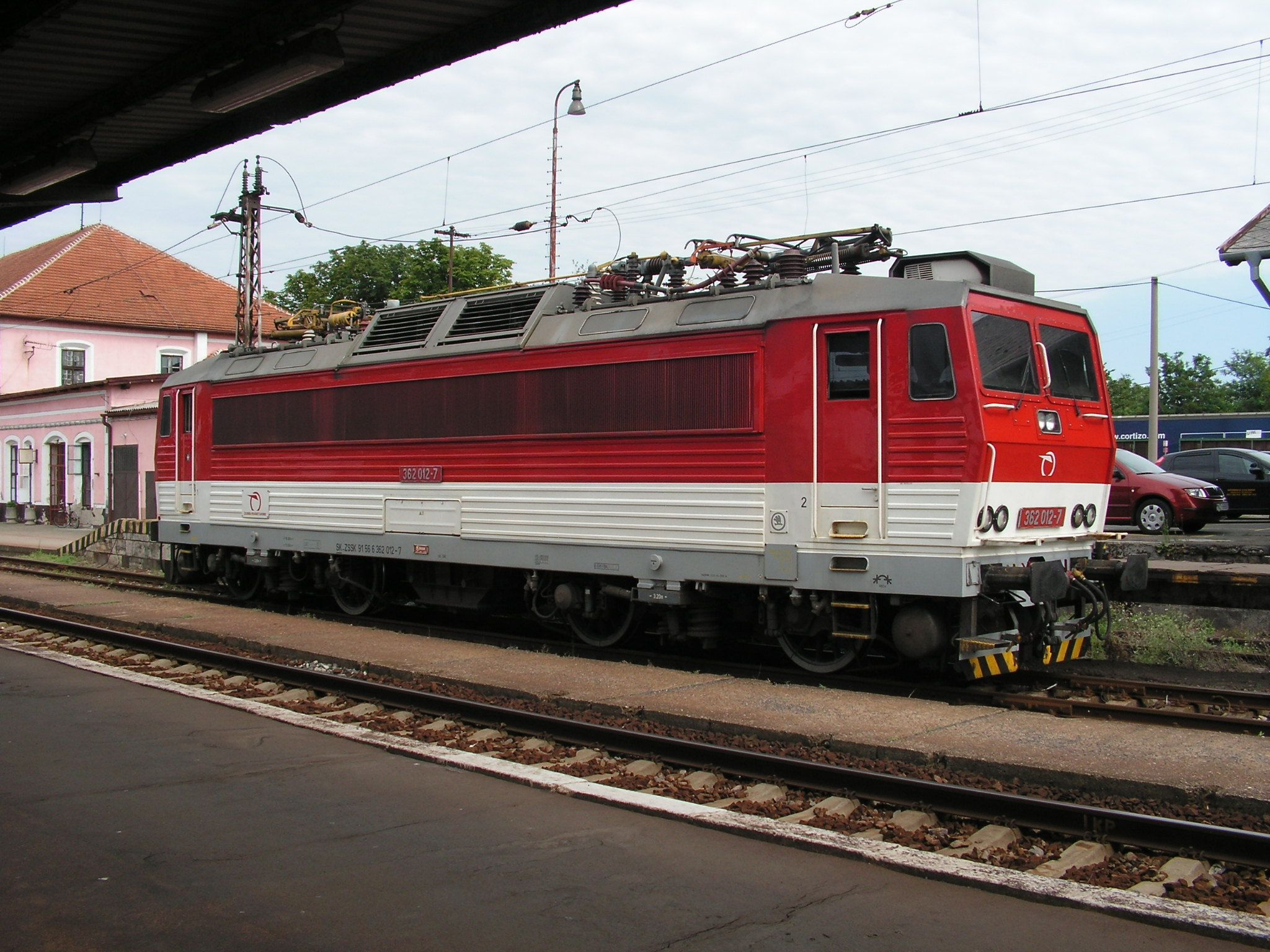
ZSSK 362.012 Párkány állomáson

A ČSD ES 499.1 egy kétféle áramrendszerre készült csehszlovák villamosmozdony-sorozat volt. A Škoda Művek plzeňi gyárában fejlesztették ki az 1970-es évek végén.[forrás?]
Csehszlovákia felbomlása, majd a ČSD kettéosztása után a sorozat új neve a Cseh Vasútnál ČD 363 sorozat, a Szlovák Vasútnál ŽSSK 363 sorozat lett.

## Története
A Csehszlovák Államvasutak (ČSD) vonalait a két világháború között egyenárammal villamosították. A második világháború után azonban a további vonalakon már az előnyösebb váltakozó áramot alkalmazták. Az egyenáramú mozdonyok nem közlekedhettek a váltakozó áramú hálózaton és ez utóbbi rendszerű mozdonyok az egyenáramú hálózaton. A kéltféle hálózat jelenlét gyakori mozdonycserét igényelt, amely a vasúti közlekedés hatékonyságát csökkentette. Ezért a Csehszlovák Államvasutak olyan villamos mozdonyokat állítottak üzembe, amelyek alkalmasak a kétféle áramrendszerű vonalakon történő közlekedésre. A Škoda plzeňi gyára 1974-ben gyártotta az első ilyen mozdonyt. A 4000 kW teljesítményű 350-es sorozatú (ES 499) villamos mozdony tömege 88 t, engedélyezett legnagyobb sebessége 160 km/h. Az egyenáram közvetlenül, a váltakozó áram egyenirányítva táplálja a négy kerékpárt hajtó villamos vontatómotorokat. Ezeket a mozdonyokat 1973–1975 között gyártotta.
A Škoda és  a ČKD 1976-ban kezdte el a 350-es sorozat felváltására az ES 499.1 típusú mozdonyok tervezését. 1980-re készült el az első prototípusa. 1988-tól a mozdonyokra a 363-as típusjelzést használták. 1984-1990 között folyt a sorozatgyártása, ez idő alatt összesen 181 db készült a 363-as sorozatú mozdonyokból.
Ebből a sorozatból kiindulva tervezték meg a csak egyenáramú (ČD 163 sorozat) és csak váltakozóáramú (ČD 263 sorozat) változatokat.
Tervezték a mozdonyok továbbfejlesztését. A 362-es változatnál 140 km/h-s, a 360-as típusú mozdonynál 180 km/h-s maximális sebesség elérését tűzték ki célul. 1990-ben megrendeltek 30 db 362-est, azonban ezt a rendelést pénzügyi gondok miatt törölni kellett.
1993-tól 1994-ig és 2000-2001-ben a České Dráhy 14 darab 363-as mozdonyt forgóvázcserével 140 km/h sebességre átépített, és 1999-ben a Szlovák Vasút is 15 mozdonyt átépített, így ezek a ČD 362 sorozatszámot mégis megkapták. A 2008-as tervekben megint szerepel a mozdony, mint leendő átépítések kiindulópontja, illetve ingavonati alkalmazás megfelelő vezérlőkocsik beszerzésével.

## Alkalmazásuk
A sorozatot jelenleg főleg a következő viszonylatokon használják:
- ČD
  - Plzeň–Beroun
- ŽSSK
  - Pozsony–Zsolna–Kassa
  - Pozsony–Zólyom–Besztercebánya
  - Zsolna–Liptószentmiklós

## Festés
Eredetileg a mozdonyok kék-krém festésben készültek. Ez volt a ČSD-nél a kétáramrendszerű mozdonyok szabványfestése. A mozdonyok szétosztása után a ČD-nél sok mozdony eltérő színeket kapott, a ČD Cargo a saját középkék-sötétkék festését kezdi alkalmazni 2008 óta, a ŽSSK az új színterv szerinti fehér-vörös színeket alkalmazza a nagyjavítások során, a ŽSSK Cargo egyelőre kitart az eredeti festés mellett.
Mind a ČD, mind a ČD Cargo egyes mozdonyai reklámfestéseket is hordoznak.

## A 363-as sorozat elosztása 2008 óta[2]
| 363 001 - 363 002 | ČD         |
| 363 003 - 363 016 | ČD Cargo   |
| 363 017           | ČD         |
| 363 018           | ČD Cargo   |
| 363 019           | ČD         |
| 363 020           | ČD Cargo   |
| 363 021           | ČD         |
| 363 022           | ČD Cargo   |
| 363 023 - 363 024 | ČD         |
| 363 025 - 363 026 | ČD Cargo   |
| 363 027           | ČD         |
| 363 028 - 363 029 | ČD Cargo   |
| 363 030           | ČD         |
| 363 031 - 363 032 | ČD Cargo   |
| 363 033           | ČD         |
| 363 034 - 363 038 | ČD Cargo   |
| 363 039 - 363 040 | ČD         |
| 363 041           | ČD Cargo   |
| 363 042           | ČD         |
| 363 043 - 363 045 | ČD Cargo   |
| 363 046           | ČD         |
| 363 047 - 363 051 | ČD Cargo   |
| 363 052 - 363 057 | ČD         |
| 363 058 - 363 059 | ČD Cargo   |
| 363 061 - 363 062 | ČD         |
| 363 063           | ČD Cargo   |
| 363 064           | ČD         |
| 363 065 - 363 067 | ČD Cargo   |
| 363 068 - 363 071 | ČD         |
| 363 072 - 363 075 | ČD Cargo   |
| 363 076 - 363 087 | ČD         |
| 363 088 - 363 100 | ŽSSK Cargo |
| 363 101           | ŽSSK       |
| 363 102 - 363 106 | ŽSSK Cargo |
| 363 107           | ŽSSK       |
| 363 108 - 363 111 | ČD         |
| 363 113 - 363 117 | ČD         |
| 363 125 - 363 132 | ČD         |
| 363 133 - 363 137 | ŽSSK       |
| 363 138 - 363 142 | ŽSSK Cargo |
| 363 143 - 363 147 | ŽSSK       |
| 363 159 - 363 175 | ČD         |
| 363 169           | ČD         |

## Lásd még
- Cseh mozdonyok és motorvonatok listája